# Cacteae
A Cacteae a kaktuszfélék (Cactaceae) családjába és a kaktuszformák (Cactoideae) alcsaládjába tartozó nemzetségcsoport. Rendkívül fajgazdag, a kaktuszok mintegy háromnegyedét ide sorolják.

## Rendszerezés
A nemzetségcsoportba az alábbi nemzetségek tartoznak:
- Acharagma
- Ariocarpus
- csillagkaktusz (Astrophytum)
- aztékkaktusz (Aztekium)
- Coryphantha
- sünkaktusz (Echinocactus)
- Echinomastus
- Epithelantha
- Escobaria
- hordókaktusz (Ferocactus)
- Geohintonia
- Kroenleinia
- Leuchtenbergia
- Lophophora
- szemölcskaktusz (Mammillaria)
- hógolyókaktusz (Mammilloydia)
- Neolloydia
- Obregonia
- Ortegocactus
- Pediocactus
- Pelecyphora
- Sclerocactus
- Stenocactus
- Strombocactus
- Thelocactus
- Turbinicarpus